# 10e étape du Tour d'Espagne 2014
La 10e étape du Tour d'Espagne 2014 a été courue le mardi 2 septembre 2014 entre les villes de Real Monasterio de Santa María de Veruela (es) et Borja, sous la forme d'un contre-la-montre individuel d'une distance de 36,7 km.

## Résultats

### Classement de l'étape
|    | Coureur            | Pays             | Équipe                  |    | Temps      |
| -- | ------------------ | ---------------- | ----------------------- | -- | ---------- |
| 1  | Tony Martin        | Allemagne        | Omega Pharma-Quick Step | en | 47 min 2 s |
| 2  | Rigoberto Urán     | Colombie         | Omega Pharma-Quick Step |    | 15 s       |
| 3  | Fabian Cancellara  | Suisse           | Trek Factory Racing     |    | 18 s       |
| 4  | Alberto Contador   | Espagne          | Tinkoff-Saxo            |    | 39 s       |
| 5  | Samuel Sánchez     | Espagne          | BMC Racing              |    | 48 s       |
| 6  | Cadel Evans        | Australie        | BMC Racing              |    | 49 s       |
| 7  | Vasil Kiryienka    | Biélorussie      | Sky                     |    | 57 s       |
| 8  | Alejandro Valverde | Espagne          | Movistar                |    | 1 min 00 s |
| 9  | Jesse Sergent      | Nouvelle-Zélande | Trek Factory Racing     |    | 1 min 13 s |
| 10 | Christopher Froome | Royaume-Uni      | Sky                     |    | 1 min 32 s |

### Points attribués
| - Points selon classement à Borja (km 36,7) \| \| Cycliste \| Pays \| Équipe \| Points \| \| -- \| ------------------ \| ---------------- \| ----------------------- \| ------ \| \| 1 \| Tony Martin \| Allemagne \| Omega Pharma-Quick Step \| 25 \| \| 2 \| Rigoberto Urán \| Colombie \| Omega Pharma-Quick Step \| 20 \| \| 3 \| Fabian Cancellara \| Suisse \| Trek Factory Racing \| 16 \| \| 4 \| Alberto Contador \| Espagne \| Tinkoff-Saxo \| 14 \| \| 5 \| Samuel Sánchez \| Espagne \| BMC Racing \| 12 \| \| 6 \| Cadel Evans \| Australie \| BMC Racing \| 10 \| \| 7 \| Vasil Kiryienka \| Biélorussie \| Sky \| 9 \| \| 8 \| Alejandro Valverde \| Espagne \| Movistar \| 8 \| \| 9 \| Jesse Sergent \| Nouvelle-Zélande \| Trek Factory Racing \| 7 \| \| 10 \| Christopher Froome \| Royaume-Uni \| Sky \| 6 \| \| 11 \| Pieter Serry \| Belgique \| Omega Pharma-Quick Step \| 5 \| \| 12 \| Jérôme Coppel \| France \| Cofidis \| 4 \| \| 13 \| Bob Jungels \| Pays-Bas \| Trek Factory Racing \| 3 \| \| 14 \| Romain Sicard \| France \| Europcar \| 2 \| \| 15 \| Winner Anacona \| Colombie \| Lampre-Merida \| 1 \| |                    |                  |                         |        |
| | Cycliste           | Pays             | Équipe                  | Points |
| 1 | Tony Martin        | Allemagne        | Omega Pharma-Quick Step | 25     |
| 2 | Rigoberto Urán     | Colombie         | Omega Pharma-Quick Step | 20     |
| 3 | Fabian Cancellara  | Suisse           | Trek Factory Racing     | 16     |
| 4 | Alberto Contador   | Espagne          | Tinkoff-Saxo            | 14     |
| 5 | Samuel Sánchez     | Espagne          | BMC Racing              | 12     |
| 6 | Cadel Evans        | Australie        | BMC Racing              | 10     |
| 7 | Vasil Kiryienka    | Biélorussie      | Sky                     | 9      |
| 8 | Alejandro Valverde | Espagne          | Movistar                | 8      |
| 9 | Jesse Sergent      | Nouvelle-Zélande | Trek Factory Racing     | 7      |
| 10 | Christopher Froome | Royaume-Uni      | Sky                     | 6      |
| 11 | Pieter Serry       | Belgique         | Omega Pharma-Quick Step | 5      |
| 12 | Jérôme Coppel      | France           | Cofidis                 | 4      |
| 13 | Bob Jungels        | Pays-Bas         | Trek Factory Racing     | 3      |
| 14 | Romain Sicard      | France           | Europcar                | 2      |
| 15 | Winner Anacona     | Colombie         | Lampre-Merida           | 1      |

### Cols et côtes
| - Ascension de l'Alto del Moncayo, 3e catégorie (km 11,2) \| \| Cycliste \| Pays \| Équipe \| Points \| \| - \| ------------------ \| ------- \| ------------ \| ------ \| \| 1 \| Alberto Contador \| Espagne \| Tinkoff-Saxo \| 3 \| \| 2 \| Alejandro Valverde \| Espagne \| Movistar \| 2 \| \| 3 \| Samuel Sánchez \| Espagne \| BMC Racing \| 1 \| |                    |         |              |        |
| | Cycliste           | Pays    | Équipe       | Points |
| 1 | Alberto Contador   | Espagne | Tinkoff-Saxo | 3      |
| 2 | Alejandro Valverde | Espagne | Movistar     | 2      |
| 3 | Samuel Sánchez     | Espagne | BMC Racing   | 1      |

## Classements à l'issue de l'étape

### Classement général
|    | Cycliste           | Pays        | Équipe                  |    | Temps            |
| -- | ------------------ | ----------- | ----------------------- | -- | ---------------- |
| 1  | Alberto Contador   | Espagne     | Tinkoff-Saxo            | en | 36 h 45 min 49 s |
| 2  | Alejandro Valverde | Espagne     | Movistar                | +  | 27 s             |
| 3  | Rigoberto Urán     | Colombie    | Omega Pharma-Quick Step |    | 59 s             |
| 4  | Winner Anacona     | Colombie    | Lampre-Merida           |    | 1 min 12 s       |
| 5  | Christopher Froome | Royaume-Uni | Sky                     |    | 1 min 18 s       |
| 6  | Joaquim Rodríguez  | Espagne     | Katusha                 |    | 1 min 37 s       |
| 7  | Samuel Sánchez     | Espagne     | BMC Racing              |    | 1 min 41 s       |
| 8  | Fabio Aru          | Italie      | Astana                  |    | 2 min 27 s       |
| 9  | Robert Gesink      | Pays-Bas    | Belkin                  |    | 2 min 38 s       |
| 10 | Damiano Caruso     | Italie      | Cannondale              |    | 2 min 59 s       |

### Classement par points
|   | Cycliste         | Pays      | Équipe          | Points |
| - | ---------------- | --------- | --------------- | ------ |
| 1 | John Degenkolb   | Allemagne | Giant-Shimano   | 87     |
| 2 | Nacer Bouhanni   | France    | FDJ.fr          | 74     |
| 3 | Michael Matthews | Australie | Orica-GreenEDGE | 71     |

### Classement du meilleur grimpeur
|   | Cycliste       | Pays     | Équipe                 | Points |
| - | -------------- | -------- | ---------------------- | ------ |
| 1 | Lluís Mas      | Espagne  | Caja Rural-Seguros RGA | 20     |
| 2 | Winner Anacona | Colombie | Lampre-Merida          | 18     |
| 3 | Jérôme Cousin  | France   | Europcar               | 13     |

### Classement du combiné
|   | Cycliste           | Pays        | Équipe       | Points |
| - | ------------------ | ----------- | ------------ | ------ |
| 1 | Alejandro Valverde | Espagne     | Movistar     | 12     |
| 2 | Alberto Contador   | Espagne     | Tinkoff-Saxo | 16     |
| 3 | Christopher Froome | Royaume-Uni | Sky          | 18     |

### Classements par équipes
|   | Équipe                  | Pays       |    | Temps             |
| - | ----------------------- | ---------- | -- | ----------------- |
| 1 | Movistar                | Espagne    | en | 109 h 55 min 19 s |
| 2 | Omega Pharma-Quick Step | Belgique   | +  | 2 min 41 s        |
| 3 | BMC Racing              | États-Unis |    | 4 min 29 s        |

## Abandon
Aucun.